# Fédération Tunisienne de Handball
Die Fédération Tunisienne de Handball (FTHB; arabisch الجامعة التونسية لكرة اليد, DMG al-Ǧāmiʿa at-Tūnisiyya li-Kurat al-Yad) wurde 1953 unter dem Namen Ligue tunisienne de Handball gegründet. Am 19. November 1953 hat die tunesische Handball Meisterschaft zum ersten Mal angefangen. An dieser ersten Meisterschaft haben sechs Mannschaften teilgenommen. Im Juli 1957 wurde sie in Fédération de Tunisie de handball umbenannt und ist 1962 der Internationalen Handballföderation beigetreten. 1974 trat sie auch in die Afrikanischen Handballföderation ein.